# Густав Сепеши
Густав Сепеши (мађ. Szepesi Gusztáv; Мишколц, 17. јул 1939 — Татабања, 5. јун 1987)је био мађарски фудбалски дефанзивац који је играо за Мађарску на Светском првенству у фудбалу 1966. године. Од клубова грао је за ФК Татабања.

## Каријера

### Клуб
Играо је у Шајосентпетеру до 1959. године. Одатле је прешао у Татабању, где је играо у првом тиму до 1969. године.

### Репрезентација
У репрезентацији Мађарске је наступио 5 пута између 1965. и 1966. године. Члан је тима који је освојио златну олимпијску медаљу у Токију. Године 1965. играо је два пута у дресу са грбом. Дебитовао је у Бечу против Аустрије (1 : 0), а потом Италије у Будимпешти (2 : 1). У обе утакмице је играо десног бека. Године 1966. поново је играо на Светском првенству. У првом мечу у групи против Португалије (1 : 3), Шовари није бриљирао, а Лајош Бароти је после дугог размишљања дао поверење Сепешију у следећем мечу против Бразила, на првобитној позицији левог бека. Цео тим је одиграо одлично у мечу који је уз незаборавну игру донео победу од 3 : 1.
Играо је у следеће две утакмице на Светском првенству: Бугарска (3 : 1), Совјетски Савез (1 : 2). Након тога више никада није изабран.
Године 1967. задобио је тешку повреду колена и после две операције више није био исти. Након пензионисања, са 30 година, предавао је фудбал у спортској школи у Татабањи. Деца су га волела, али није уживао поверење вођа. Са 37 година постао је полицајац у Нађеђхази и потпуно се одвојио од фудбала. Године 1987. умро је у 48. години, од можданог удара.